# Zirmsee
Der Zirmsee  ist ein Stausee mit einem Stauziel von 2529,5 m ü. A., der sich innerhalb der Goldberggruppe in der Gemeinde Heiligenblut am Großglockner befindet. Er verfügt über ein Speichervolumen von 8,65 hm³ und liegt im Einzugsgebiet des Kleinfleißbachs.
Der ursprünglich natürliche Karsee (2499 m) wurde in den Jahren 1981 bis 1983 durch den Bau eines Felsschüttdamms mit einer Oberflächendichtung aus Asphaltbeton und einer 315 m langen Krone vergrößert. Er dient in der Kraftwerksgruppe Fragant der Kelag als Jahresspeicher der Speicherkraftwerke Zirknitz (32 MW), Innerfragant (Stufe Wurten, 66 MW) und Außerfragant (96 MW).